# 구보씨 일보
"구보씨 일보"(A Big Tiny Step)는 한국에서 제작된 신이수 감독의 2006년 드라마 영화이다. 임형태 등이 주연으로 출연하였다.

## 출연

### 주연
- 임형태
- 최시형
- 백현주

## 기타
- 조명: 이정아
- 녹음: 임성현
- 믹싱: 표용수
- 미술: 이유정
- 선곡: 신이수